# 手塚治虫の旧約聖書物語
『手塚治虫の旧約聖書物語』（てづかおさむのきゅうやくせいしょものがたり）は、日本とイタリアの合作によるテレビアニメ作品。
旧約聖書のアニメ化であり、『青いブリンク』『ジャングル大帝』『森の伝説』と並ぶアニメにおける手塚治虫の遺作の一つである。アニメ制作は手塚プロダクションが手掛けた。

## 概要
企画の発端は、日本テレビのプロデューサー岡田晋吉が当時来日していたイタリアの国営放送協会RAIの幹部に天正遣欧少年使節の伝記を大林宣彦監督で映画化する企画の共同製作を打診したところ、逆にRAIから旧約聖書の世界を手塚治虫によるアニメで表現するという企画を持ちかけられたことに始まる。RAIは日本テレビの24時間テレビアニメの輸入放映の実績があり、手塚アニメの認知度はイタリアでも高かった。最初手塚は日本のクリスチャンでもない自分が聖書をアニメ化して問題ないのかと躊躇したが、RAI側が手塚のアニメ技術を信頼しているので個人の思想による自由な解釈で構わないとしたことで、手塚も快諾した。RAIと日本テレビ放送網との共同製作となり、手塚は全体の構成と製作総指揮のスタッフに就任し、1984年11月16日に製作発表がなされ、実際のアニメ制作は手塚プロダクションが担当する形でスタートした。
キリスト教の入門の役割を担い、全世界での放映を前提に製作が進められた。1985年には手塚治虫のマンガ家生活40周年記念事業の一環として、『火の鳥』ミュージカル化や『ファウスト』の劇場版アニメ映画化とともに打ち出された。1987年時点の手塚治虫は、翌年秋から欧米で放送されるだろうと見通しを語っていた。日本とイタリアとの共同製作ということもあり、世界放映を目指して入念なチェックがなされ、国の違いによる時代考証の問題や解釈の違いもあって製作は難航。聖書という素材のため資金が集まらない日本側の事情からも製作は遅延して、パイロットフィルムの完成までに2年。全26話の完成までに9年の時間を要した。その間の1989年に手塚は死去。生前に完成したフィルムは第4話までで、そのうち第3話はパイロットフィルムの流用である、手塚の死去後は出崎統が引き継いで完成させた。初号は英語版のため日本語版を製作するのにさらに数年を要している。
日本の通常のテレビアニメの倍以上のセル画枚数となる1万枚が使われ、RAIとともに作品の全権利を取得した日本テレビは通常のアニメの4倍から5倍の出資をした。RAI側がヨーロッパでの権利を、日本テレビ側がそれ以外の地域での権利を握って番組販売していくこととなり、1996年時点でアメリカへビデオ化権が売れたという。しかしキリスト教になじみの薄い日本では、ビデオ販売こそそこそこと健闘したものの、製作した当の日本テレビでは放送を見送って、1997年にWOWOWで放送される形で苦戦した。自身がキリスト教徒というプロデューサーの岡田晋吉は、続く新約聖書のアニメ化への意欲を示していた手塚の遺志を継ぎたいと語っている。

## 登場人物
アダム
声 - 有本欽隆
エバ
声 - 寺内よりえ
カイン
声 - 北川勝博
アベル
声 - 宮本充
ノア
声 - 藤本譲
ノア夫人
声 - 斉藤昌
セム
声 - 仁内達之
レベッカ
声 - 佐々木優子
セムの妻。
ハム
声 - 稲葉実
ヤペテ
声 - 柏倉ツトム
長老
声 - 笹岡繁蔵
大洪水で沈んだ悪行者たちのリーダー。
アサフ
声 - 阪口大助
第4話での主人公的少年。
アブラハム
声 - 加藤精三
サラ
声 - 翠準子
イサク
声 - 岩永哲哉
ハガル
声 - 土井美加
イシュマル
声 - まるたまり（幼年期）、鳥海勝美（少年期）
ロト
声 - 仲木隆司
ロトの妻
声 - 久保田民絵
アビメレク
声 - 石塚運昇
モーセ
声 - 玄田哲章（成人期）、猪野学（幼年期）
モーセの母
声 - 宮寺智子
ミリアム
声 - 相沢恵子
ファラオ
声 - 岡部政明
モーセの義理の親。
アロン
声 - 阪脩（老年期）、藤原啓治（青年期）
エトロ
声 - 宮田光
ツッポラ
声 - 竹口安芸子
新しいファラオ（ラムセス）
声 - 渡部猛（ファラオ）、井上智之（王子）
ヨシュア
声 - 中田譲治（成人期）、石森達幸（老年期）
デボラ
声 - 吉田理保子
ベルシャツァル
声 - 青野武
ネブカドレツァル
声 - 大友龍三郎
エプス王
声 - 仲野裕
サムエル
声 - 山内雅人
サウル
声 - 土師孝也（中年期）、室園丈裕（青年期）
ダビデ
声 - 石塚運昇（成人期）結城比呂（幼年期）
キュロス王
声 - 石塚運昇
ヒラム
声 - 田原アルノ
ソロモン
声 - 青森伸
シェバ
声 - 弥永和子
ヨセフ
声 - 平田広明
マリア
声 - 天野由梨
神
声 - 柴田秀勝
神の使い
声 - 速水奨、梁瀬哲
ロコ、ミミ
声 - 田中真弓、くまいもとこ
シリーズ全体に渡って現れるいたずら子狐。基本的に喋らないが回によって喋る回が存在し、一部の主人公と絡む回もある。
ナレーション：久米明

## スタッフ
- 原案・構成 - 手塚治虫
- 脚本 - 手塚プロダクション
- 監督 - 出崎統
- 日本語台本監修 - 今道瑶子（聖パウロ女子修道会）
- 企画・監修 - 岡田晋吉、倉田勝弘、松谷孝征、Luciano Scaffa
- シリーズ構成 - 手塚治虫
- キャラクターデザイン - 手塚治虫、瀬谷新二
- 美術監督 - 岡田和夫、斉藤雅巳
- 音楽 - 服部克久
- 音響監督 - 小林克良
- 音響効果 - 倉橋静男
- プロデューサー - 高岸正巳、三浦姫、武井英彦、中村正雄、岩佐芳博、久保田稔
- 録音制作 - 株式会社オーディオ・プランニング・ユー、APUスタジオ

## 主題歌
エンディングテーマ「Rainbow Blue」
作詞 - 堀川麗美 / 作曲、編曲 - 服部克久 / 歌 - Reimy

## 日本国内放映
1997年4月1日から1997年5月9日までにWOWOWにて全26話が放送された。また、2001年10月5日からBS日テレで再放送されている。

## 各話リスト
| 話数   | 放送日        | サブタイトル               | 脚本               | 作画監督                                  |
| ------ | ------------- | -------------------------- | ------------------ | ----------------------------------------- |
| 第1話  | 1997年 4月1日 | 天地創造                   | 手塚プロダクション | 吉村昌輝 杉野昭夫 小林準治 しまだひであき |
| 第2話  | 4月2日        | カインとアベル             | 手塚プロダクション | 吉村昌輝 杉野昭夫 小林準治 しまだひであき |
| 第3話  | 4月3日        | ノアの箱舟                 | 手塚プロダクション | 吉村昌輝 杉野昭夫 小林準治 しまだひであき |
| 第4話  | 4月4日        | バベルの塔                 | 手塚プロダクション | 吉村昌輝 杉野昭夫 小林準治 しまだひであき |
| 第5話  | 4月7日        | 父アブラハム               | 手塚プロダクション | 吉村昌輝 杉野昭夫 小林準治 しまだひであき |
| 第6話  | 4月8日        | ソドムとゴモラ             | 手塚プロダクション | 吉村昌輝 杉野昭夫 小林準治 しまだひであき |
| 第7話  | 4月9日        | イサクとイシュマエル       | 手塚プロダクション | 吉村昌輝 杉野昭夫 小林準治 しまだひであき |
| 第8話  | 4月10日       | アブラハム、イサクを捧げる | 手塚プロダクション | 吉村昌輝 杉野昭夫 小林準治 しまだひであき |
| 第9話  | 4月11日       | ヨセフの夢占い             | 手塚プロダクション | 吉村昌輝 杉野昭夫 小林準治 しまだひであき |
| 第10話 | 4月14日       | ヤコブ一族の再会           | 手塚プロダクション | 吉村昌輝 杉野昭夫 小林準治 しまだひであき |
| 第11話 | 4月15日       | モーセの誕生               | 手塚プロダクション | 吉村昌輝 杉野昭夫 小林準治 しまだひであき |
| 第12話 | 4月16日       | 砂漠の火                   | 手塚プロダクション | 吉村昌輝 杉野昭夫 小林準治 しまだひであき |
| 第13話 | 4月17日       | モーセとファラオ           | 手塚プロダクション | 吉村昌輝 杉野昭夫 小林準治 しまだひであき |
| 第14話 | 4月18日       | エジプト脱出               | 手塚プロダクション | 吉村昌輝 杉野昭夫 小林準治 しまだひであき |
| 第15話 | 4月21日       | 十戒                       | 手塚プロダクション | 吉村昌輝 杉野昭夫 小林準治 しまだひであき |
| 第16話 | 4月22日       | イスラエルの裏切り         | 手塚プロダクション | 吉村昌輝 杉野昭夫 小林準治 しまだひであき |
| 第17話 | 4月23日       | 約束の地                   | 手塚プロダクション | 吉村昌輝 杉野昭夫 小林準治 しまだひであき |
| 第18話 | 4月24日       | エリコ                     | 手塚プロダクション | 吉村昌輝 杉野昭夫 小林準治 しまだひであき |
| 第19話 | 4月25日       | 初めての王サウル           | 手塚プロダクション | 吉村昌輝 杉野昭夫 小林準治 しまだひであき |
| 第20話 | 4月28日       | サウルの敗北               | 手塚プロダクション | 吉村昌輝 杉野昭夫 小林準治 しまだひであき |
| 第21話 | 4月30日       | ダビデ王                   | 手塚プロダクション | 吉村昌輝 杉野昭夫 小林準治 しまだひであき |
| 第22話 | 5月1日        | ソロモンの王国             | 手塚プロダクション | 吉村昌輝 杉野昭夫 小林準治 しまだひであき |
| 第23話 | 5月2日        | バビロン捕囚               | 手塚プロダクション | 吉村昌輝 杉野昭夫 小林準治 しまだひであき |
| 第24話 | 5月6日        | 奴隷からの解放             | 手塚プロダクション | 吉村昌輝 杉野昭夫 小林準治 しまだひであき |
| 第25話 | 5月7日        | 砂漠の預言者たち           | 手塚プロダクション | 吉村昌輝 杉野昭夫 小林準治 しまだひであき |
| 第26話 | 5月9日        | イエスの誕生               | 手塚プロダクション | 吉村昌輝 杉野昭夫 小林準治 しまだひであき |

## ソフト化
1997年5月から9月までに東芝デジタルフロンティアよりDVD全9巻が発売されている。各巻3話収録。
1998年2月から3月までにバップよりVHS全6巻が発売されている。各巻4〜5話収録。
2018年10月に手塚治虫生誕90周年を記念して、教文館より豪華解説本付き・9枚組のDVD BOXが発売された。

## 単行本
テレビアニメのフィルムを漫画のようにコマ割りして台詞のふきだしとオノマトペをつけたもので、いわゆるフィルムコミックである。1994年に全3巻で集英社より発売されている。
愛蔵版
- 『手塚治虫の旧約聖書物語 1 - 天地創造』（集英社、1994年4月20日発売） ISBN 4-08781-101-8
- 『手塚治虫の旧約聖書物語 2 - 十戒』（集英社、1994年6月17日発売） ISBN 4-08781-102-6
- 『手塚治虫の旧約聖書物語 3 - イエスの誕生』（集英社、1994年9月19日発売） ISBN 4-08781-103-4

絵本版
- 『アニメ絵本　手塚治虫の聖書ものがたり 1 - ノアのはこぶね』（集英社、1996年4月1日発売） ISBN 4-08299-002-X
- 『アニメ絵本　手塚治虫の聖書ものがたり 2 - モーセのものがたり』（集英社、1996年6月17日発売） ISBN 4-08299-003-8
- 『アニメ絵本　手塚治虫の聖書ものがたり 3 - イエスのたんじょう』（集英社、1996年9月19日発売） ISBN 4-08299-004-6

普及版
- 『手塚治虫の旧約聖書物語 1 - 天地創造』（集英社、1996年11月26日発売） ISBN 4-08781-122-0
- 『手塚治虫の旧約聖書物語 2 - 十戒』（集英社、1996年11月26日発売） ISBN 4-08781-123-9
- 『手塚治虫の旧約聖書物語 3 - イエスの誕生』（集英社、1996年11月26日発売） ISBN 4-08781-124-7

文庫版
- 『手塚治虫の旧約聖書物語 1 - 天地創造』（集英社、1999年9月17日発売） ISBN 4-08747-106-3
- 『手塚治虫の旧約聖書物語 2 - 十戒』（集英社、1999年10月20日発売） ISBN 4-08747-117-9
- 『手塚治虫の旧約聖書物語 3 - イエスの誕生』（集英社、1999年11月19日発売） ISBN 4-08747-129-2